# Château de Choye
Le château de Choye est un château du XVIIIe siècle situé sur la commune de Choye, dans le département français de Haute-Saône. 

## Situation
Le château est situé au centre du village, son parc est traversé par le ruisseau de la Colombine, affluent rive gauche de la Morthe.

## Histoire
Le château est construit sur l'emplacement de plusieurs châteaux forts qui se sont succédé pendant le Moyen Âge ; le dernier a été détruit au début du XVIIe siècle. Ayant acquis la seigneurie en 1769, le président d'Olivet fait raser les ruines et fait appel à Nicolas Nicole pour la construction d'un nouveau château. Le gros œuvre est terminé en 1772 et les communs sont achevés en 1784. Raoul de Pillot de Coligny y est né le 4 janvier 1846.
C'est aujourd'hui une propriété privée qui héberge un institut médico-pédagogique.

## Architecture
Le corps de logis est un bâtiment rectangulaire de 30m sur 20m qui présente une élévation régulière à deux niveaux et un étage de combles. Sa façade sud-ouest est flanquée de tours carrées. Le ruisseau de la Colombine longe et traverse une partie du parc à l'ouest.